# Canton de Cherbourg-en-Cotentin-4
Le canton de Cherbourg-en-Cotentin-4, précédemment appelé canton de Équeurdreville-Hainneville, est une circonscription électorale française, située dans le département de la Manche et la région Normandie.
À la suite du redécoupage cantonal de 2014, les limites territoriales du canton sont remaniées. Le nombre de communes du canton passe de six à une seule.

## Histoire
Ce canton a été créé en 1973 à partir de l'ancien canton d'Octeville.
Par décret du 25 février 2014, le nombre de cantons du département est divisé par deux, avec mise en application aux élections départementales de mars 2015. Le canton d'Équeurdreville-Hainneville est conservé et est réduit. Il passe de 6 à 1 communes.
À la suite du décret du 5 mars 2020, le canton prend le nom de son bureau centralisateur, Cherbourg-en-Cotentin.

## Représentation

### Représentation avant 2015
| Période | Période      | Identité         | Étiquette | Qualité                                                            |
| ------- | ------------ | ---------------- | --------- | ------------------------------------------------------------------ |
| 1973    | 1979         | Albert Lesaunier | PS        | Chef de travaux, maire d'Équeurdreville-Hainneville (1974-1977)    |
| 1979    | 2000 (décès) | René Sébire      | PS        | Dessinateur industriel, maire-adjoint d'Équeurdreville-Hainneville |
| 2000    | 2015         | Pierre Bihet     | PS        | Agent de maîtrise, maire-adjoint d'Équeurdreville-Hainneville      |

Avant les élections législatives de 2012, le canton participe à l'élection du député de la cinquième circonscription de la Manche, de la quatrième après le redécoupage des circonscriptions.

### Représentation à partir de 2015
| Période élective | Période élective | Mandat | Mandat   | Identité           | Nuance | Nuance | Qualité |
| ---------------- | ---------------- | ------ | -------- | ------------------ | ------ | ------ | --- |
| 2015             | 2021             | 2015   | 2021     | Dominique Hébert   |        | PS     | Technicien, conseiller municipal de Cherbourg-en-Cotentin, maire délégué d'Équeurdreville-Hainneville depuis mars 2017 |
| 2015             | 2021             | 2015   | 2021     | Odile Lefaix-Véron |        | PS     | Comptable, adjointe au maire de Cherbourg-en-Cotentin                                                                  |
| 2021             | 2028             | 2021   | en cours | Dominique Hébert   |        | PS     | Technicien, conseiller municipal de Cherbourg-en-Cotentin, maire délégué d'Équeurdreville-Hainneville                  |
| 2021             | 2028             | 2021   | en cours | Odile Lefaix-Véron |        | PS     | Comptable, adjointe au maire de Cherbourg-en-Cotentin                                                                  |

### Résultats détaillés

#### Élections de mars 2015
À l'issue du 1er tour des élections départementales de 2015, deux binômes sont en ballottage : Dominique Hébert et Odile Lefaix-Véron (PS, 42,45 %) et Jérôme Liot et Caroline Planque (FN, 21,87 %). Le taux de participation est de 46,96 % (6 034 votants sur 12 848 inscrits) contre 50,67 % au niveau départemental et 50,17 % au niveau national.
Au second tour, Dominique Hébert et Odile Lefaix-Véron (PS) sont élus avec 73,38 % des suffrages exprimés et un taux de participation de 41,33 % (3 510 voix pour 5 310 votants et 12 847 inscrits).

#### Élections de juin 2021
Le premier tour des élections départementales de 2021 est marqué par un très faible taux de participation (33,26 % au niveau national). Dans le canton de Cherbourg-en-Cotentin-4, ce taux de participation est de 26,7 % (3 385 votants sur 12 679 inscrits) contre 32,67 % au niveau départemental. À l'issue de ce premier tour, deux binômes sont en ballottage : Dominique Hebert et Odile Lefaix-Veron (PS, 53,76 %) et Jacques Pezet et Sandrine Tarin (DVC, 18,65 %).
Le second tour des élections est marqué une nouvelle fois par une abstention massive équivalente au premier tour. Les taux de participation sont de 34,36 % au niveau national, 32,63 % dans le département et 26,4 % dans le canton de Cherbourg-en-Cotentin-4. Dominique Hebert et Odile Lefaix-Veron (PS) sont élus avec 71,98 % des suffrages exprimés (2 232 voix pour 3 348 votants et 12 684 inscrits),,. 

## Composition

### Composition avant 2015

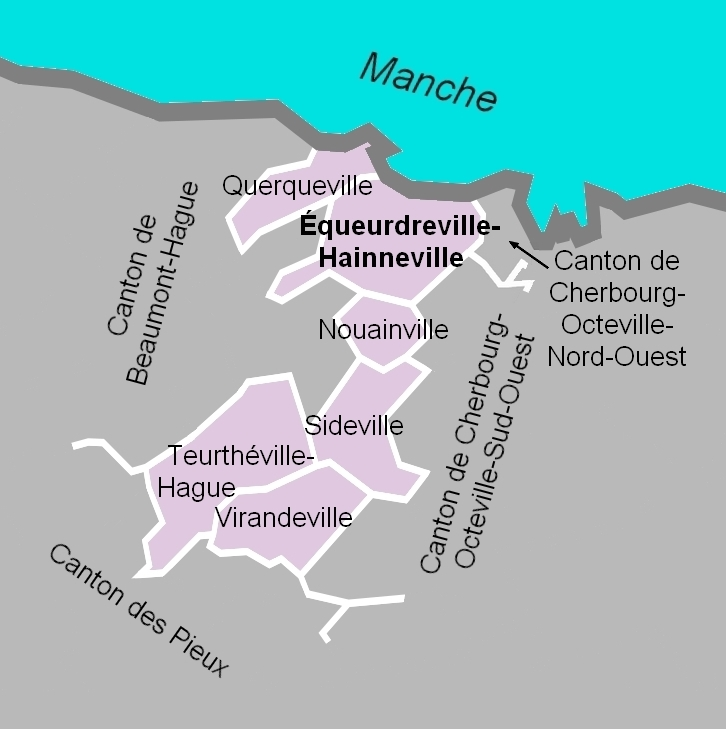
La carte des communes de l'ancien canton, littoral de la Manche. Les cantons limitrophes étaient ceux de Cherbourg-Octeville-Nord-Ouest, de Cherbourg-Octeville-Sud-Ouest, des Pieux et de Beaumont-Hague.

Situation de l'ancien territoire du canton dans l'arrondissement de Cherbourg.

Le canton d'Équeurdreville-Hainneville regroupait six communes.
| Nom                                    | Code Insee | Codepostal | Superficie (km2) | Population (dernière pop. légale) | Densité (hab./km2) |
| -------------------------------------- | ---------- | ---------- | ---------------- | --------------------------------- | ------------------ |
| Équeurdreville-Hainneville (chef-lieu) | 50173      | 50120      | 12,83            | 17 339 (2010)                     | 1 351              |
| Nouainville                            | 50382      | 50690      | 3,81             | 470 (2012)                        | 123                |
| Querqueville                           | 50416      | 50460      | 5,56             | 5 244 (2010)                      | 943                |
| Sideville                              | 50575      | 50690      | 7,63             | 605 (2012)                        | 79                 |
| Teurthéville-Hague                     | 50594      | 50690      | 12,73            | 962 (2012)                        | 76                 |
| Virandeville                           | 50643      | 50690      | 8,22             | 797 (2012)                        | 97                 |

À la suite du redécoupage des cantons pour 2015, la commune d'Équeurdreville-Hainneville devient l'unique commune du canton d'Équeurdreville-Hainneville, les communes de Nouainville, Sideville, Teurthéville-Hague et Virandeville sont rattachées au canton de Cherbourg-Octeville-3 et la commune de Querqueville à celui de la Hague dont elle est le bureau centralisateur.

#### Ancienne commune
L'ancienne commune d'Hainneville, absorbée en 1964 par Équeurdreville, était la seule commune supprimée, depuis la création des communes sous la Révolution, incluse dans le territoire du canton d'Équeurdreville-Hainneville dans son découpage antérieur à 2015. La commune prend alors le nom d'Équeurdreville-Hainneville.

### Composition après 2015
Lors de sa création, le canton d'Équeurdreville-Hainneville comprend l'unique commune d'Équeurdreville-Hainneville.
À la suite de la création de la commune de Cherbourg-en-Cotentin par fusion de cinq communes au 1er janvier 2016, le canton est désormais composé d'une fraction de commune nouvelle (Équeurdreville-Hainneville, devenue commune déléguée).
| Nom                                           | Code Insee | Intercommunalité | Superficie (km2) | Population (dernière pop. légale)                | Densité (hab./km2) | Modifier                                    |
| --------------------------------------------- | ---------- | ---------------- | ---------------- | ------------------------------------------------ | ------------------ | ------------------------------------------- |
| Cherbourg-en-Cotentin (bureau centralisateur) | 50129      | CA du Cotentin   | 68,54            | Fraction : 15 780 (2022) Commune : 78 028 (2022) | 1 138              | modifier les données · modifier les données |
| Canton de Cherbourg-en-Cotentin-4             | 5012       |                  |                  | 15 780 (2022)                                    |                    | modifier les données                        |

## Démographie

### Démographie avant 2015
| 1975   | 1982   | 1990   | 1999   | 2006   | 2011   | 2012   |
| ------ | ------ | ------ | ------ | ------ | ------ | ------ |
| 18 037 | 18 911 | 25 986 | 25 842 | 25 642 | 25 306 | 25 257 |

### Démographie depuis 2015
En 2022, le canton comptait 15 780 habitants, en évolution de −6,88 % par rapport à 2016 (Manche : −0,31 %, France hors Mayotte : +2,11 %).
| 2013   | 2018   | 2022   |
| ------ | ------ | ------ |
| 17 175 | 16 392 | 15 780 |